# Anne Tyng
Anne Griswold Tyng (née le 14 juillet 1920 - morte le 27 décembre 2011) est une architecte et professeur américaine. Elle a collaboré avec l'architecte Louis Kahn à Philadelphie. Elle est diplômée de Harvard, et docteur de l'Université de Pennsylvanie.

## Biographie
Anne Tyng fait preuve d'un don pour les mathématiques et le design dès son jeune âge. Le Jouet Tyng ou Tyng Toy, un jeu de construction pour enfants, montre sa maîtrise formelle. Ce jouet permet à un petit nombre de pièces d'être assemblées et de former un grand nombre de jouets et de meubles, d'une chaise à un cheval à bascule.
Tyng est une théoricienne renommée pour son travail à la pointe de la recherche architecturale et pour sa passion pour les mathématiques. Sa thése, intitulée "Simultaneousness, Randomness and Order," combinent ses intérêts. 
Elle est membre du American Institute of Architects, et siège à la National Academy of Design.

## Collaboration avec Louis Kahn
Elle est connue pour sa collaboration avec Louis Kahn à son agence de Philadelphie. Elle enseigne à l'Université de Pennsylvanie pendant 27 ans, après 29 ans de collaboration avec Kahn.
Dans son travail avec Kahn, elle est souvent citée comme sa partenaire et muse. Par exemple, le concept de Kahn pour la "City Tower" est une idée originelle de Tyng. 
Après une relation de 7 ans avec Kahn, Tyng part à l'automne 1953 pour Rome. Cette année, aussi année de naissance de leur fille Alexandra, Kahn lui écrit tous les jours. Cette relation est abordée dans le livre Louis Kahn sur le divan du psychanalyste.
Anne Tyng apparaît dans le documentaire de Nathaniel Kahn, My Architect, à propos de son travail et de son expérience avec Kahn. Elle retourne dans le bâtiment sur lequel ils collaborent pour la première fois, le Trenton Bath House.